# Justino de Nassau
Justino de Nassau (? 1559 - Leiden, 26 de junio de 1631) fue hijo de Guillermo de Orange, estatúder de las Provincias Unidas de los Países Bajos y de su amante Eva Elincx.  Su padre le reconoció como propio, criándole junto a los hijos habidos de otros matrimonios.
Estudió en Leiden.  Fue nombrado teniente coronel en 1583.  En 1585 llegó a teniente almirante, participando en el combate de 1588 contra la Armada Invencible española.  
Desde 1601 hasta 1625 fue gobernador de la ciudad holandesa de Breda. En 1625 fue derrotado por los tercios del imperio español bajo el mando de Ambrosio Spinola tras el asedio de Breda de 1625, que serviría de inspiración para el cuadro de Diego Velázquez "La rendición de Breda".  Tras la conquista de la ciudad Justino partiría hacia Leiden.

## Descendencia
En 1597 se casó con Anna van Merode (1567-1634), con quien tuvo tres hijos:
- Guillermo Mauricio de Nassau (1603-1638);
- Luisa Enriqueta de Nassau (1604 - c. 1640);
- Felipe de Nassau (1605 - c. 1674).

## Véase también

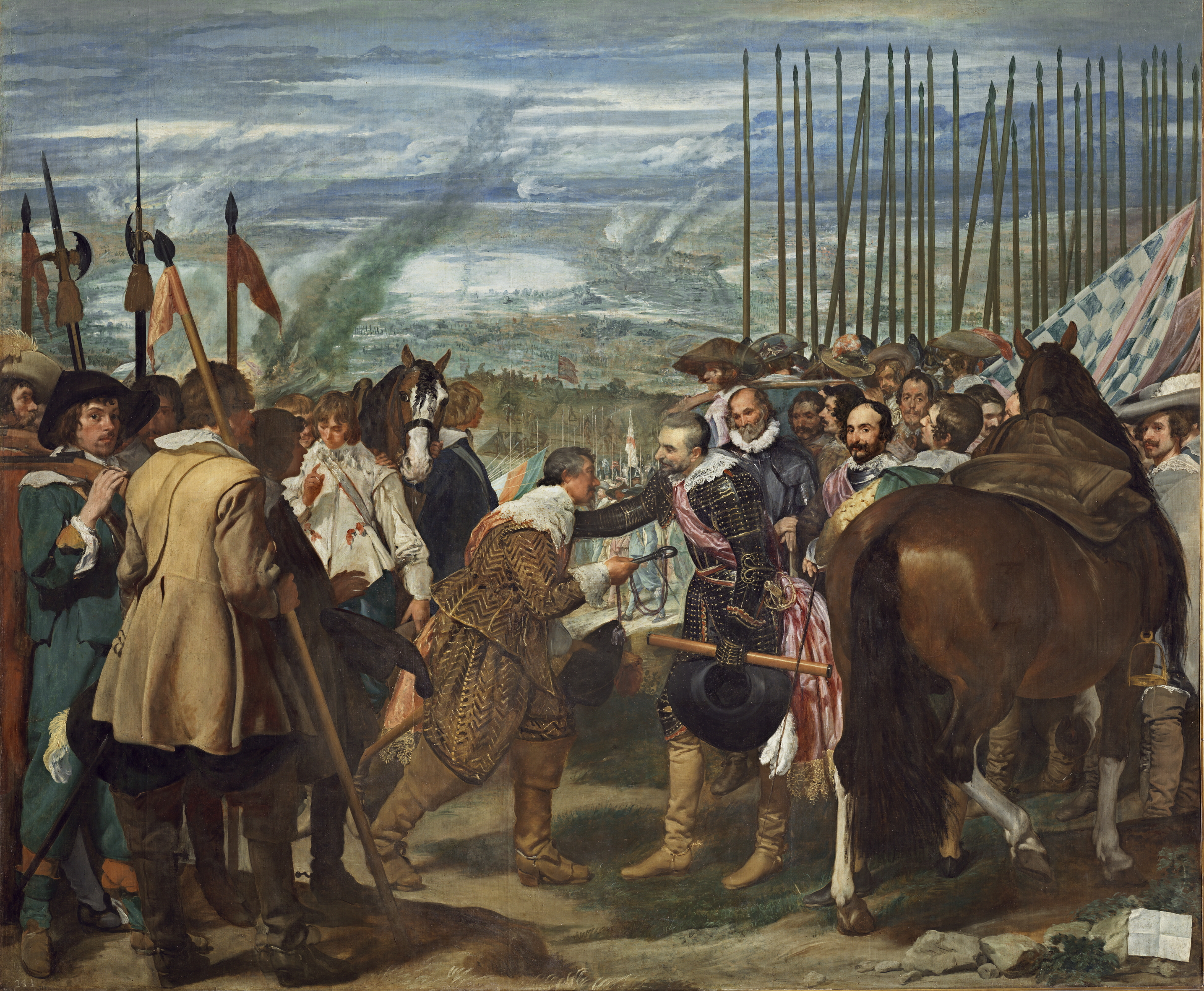
La rendición de Breda de Diego Velázquez.